# ビサボレン
ビサボレン（英: Bisabolenes）はセスキテルペンの一種で、天然にはレモン、ライム、ベルガモット、クスノキ、スターアニス、カルダモン、サンダルウッドなどの精油中に広く存在する。ビサボレンの誘導体の中には、ミバエやカメムシなど昆虫のフェロモンとして作用するものがある。生物学的な役割は未解明であるが、いくつかの真菌が本物質を産出することが確認されている。

## 異性体
α体、β体、γ体の異性体が知られており、α体には(Z)-体と(E)-体の立体異性体がある。α体とβ体には光学異性体があるが、精査されていない。α-(Z)-体はグリーンフローラル、α-(E)-体はグリーン調のウッディハーバル、β体はフローラル、ウッディ調、γ体はバルサム様ウッディ香を持つ。

## 用途と製法
ビサボレンは、天然甘味料ヘルナンドゥルシン (Hernandulcin) など他の多くの天然化合物の生合成における中間体となる。香料としては、シプレー、コロン、モダンハーバル調の調合香料、シトラス、トロピカルフルーツ、アプリコット系フレーバーに使用される。使用量はα体が多く、γ体も使用されている。ネロリドールの脱水による合成のほか、リモネンまたは4-メチル-3-シクロヘキセニルケトンからα-(Z)-体および、α-(E)-体が合成される。β体、γ体も合成により製造される。